# Emojicode
Emojicode是一門深奧程式語言。其特色在於關鍵字由繪文字所組成。其主要實現以LLVM作為後端，能夠生成優化過的本地機器碼。
2020年7月17日（即世界表情圖示日），程式學習平台Codecademy推出了Emojicode相關課程。

## 範例
Hello World 程式
```
🏁 🍇
  😀 🔤Hello World!🔤❗️
🍉
```

比較數值大小
```
🏁🍇
  100 ➡️ a
  200 ➡️ b
  ↪️ a ▶️ b 🍇
    😀🔤a > b🔤❗️
  🍉 🙅↪️ a ◀️ b 🍇
    😀🔤a < b🔤❗️
  🍉 🙅 🍇
    😀🔤a = b🔤❗️
  🍉
🍉
```